# 長江西路 (上海)
長江西路是中華人民共和國上海市寶山區的一條東西走向道路，西起長康路，東抵長江路。全长4421米。名稱來源自長江。該道路始建於中華民国27年（1938年），當時命名為张庙路。中華民国32年（1943年）后更名為大上海路。1959年更名為長江西路。